# Хіманич Ігор Миколайович
І́гор Микола́йович Хіма́нич (11 червня 1966, Кривий Ріг, УРСР) — радянський та український футболіст, воротар. Відомий за виступами у складі сєвєродонецького «Хіміка», чернігівської «Десни» та низки інших клубів. Нині — тренер воротарів липоводолинського «Альянсу»

## Життєпис
Ігор Хіманич народився у Кривому Розі, де й почав займатися футболом у ДЮСШ «Кривбас» під проводом Володимира Яшника. Захищав кольори місцевої команди «Авіаучилище», що виступала у чемпіонаті області. 1986 року дебютував у складі кіровоградської «Зірки», за яку провів 2 поєдинки та зник з радарів футбольних спеціалістів. Наступну спробу закріпитися у команді майстрів здійснив у 1989 році, приєднавшись до нікопольського «Колоса», однак вже у тому ж сезоні повернувся до рідного міста, уклавши угоду з «Кривбасом». Втім у жодній з перерахованих команд Хіманич так і не став основним голкіпером, задовольняючись нечастими появами на футбольному полі.
По справжньому розкритися голкіпер зміг лише у Сєвєродонецьку, де виступав за «Хімік» у останньому чемпіонаті СРСР та двох перших чемпіонатах України. У 1993—1994 роках нетривалий час захищав кольори білоцеркіцвської «Росі» та аматорського клубу «Кривбас-Руда».
Навесні 1995 року Хіманич приєднався до чернігівської «Десни», з виступами у складі якої пов'язані його основні успіхи. Саме у Чернігові Хіманич вперше зарекомендував себе як воротар-бомбардир, чотири рази вразивши ворота суперників. Разом з командою він здобув «золото» другої ліги та право на підвищення у класі, однак у першій лізі так і не зіграв, перейшовши з «Десни» до «Славутича-ЧАЕС».
Наприкінці 1999 року захищав кольори бородянської «Системи-Борекс», згодом грав у аматорському чемпіонаті за варвинський «Факел» та менську «Інтерагросистему», що виступала у обласних змаганнях.
2003 року переїхав до сусідньої Білорусі, де протягом двох сезонів суміщав функції голкіпера та тренера воротарів у «Сморгоні». У дебютному чемпіонаті здобув «бронзу» першої білоруської ліги. Після повернення 2005 року до України працював у южноукраїнській «Олімпії ФК АЕС», у одному з матчів потрапив до заявки команди, однак на полі так і не з'явився.
Влітку 2011 року Ігор Хіманич слідом за Володимиром Уткіним, з яким він працював у «Сморгоні» та «Олімпії ФК АЕС», перебрався до Таджикистану, де тренував воротарів в «Худжанді» та «ЦСКА-Памір».
Після вояжу до Середньої Азії Хіманич повернувся на Київщину, де приєднався до клубу «Володарка», що виступав у чемпіонаті області. Нетривалий час виконував обов'язки головного тренера команди, а згодом допомагав керувати тренувальним процесом Миколі Литвину. Паралельно з тренерською роботою продовжував кар'єру футболіста, зайнявши місце у воротах клубу. Після того, як інвестор «Володарки» Олександр Синьоокий вирішив підтримати фінансово білоцерківський «Арсенал», Хіманич разом з Литвином та великою групою футболістів перебрався до клубу другої ліги. У Білій Церкві працював до кінця 2016 року. Паралельно з роботою в «Арсеналі», у 2015 році виконував обов'язки головного тренера «Росі», що виступала на першість Київської області.
2017 року перейшов на посаду тренера воротарів київського «Арсенала».

## Досягнення
- Переможець групи «А» другої ліги чемпіонату України (1): 1996/97
- Бронзовий призер першої ліги чемпіонату Білорусі (1): 2003

## Сім'я
- Дружина — Оксана.
- Син — Хіманич Олександр Ігорович (1997 р.н), український футболіст, півзахисник[6][7].